# 自然-结构与分子生物学
《自然-结构与分子生物学》（英文：Nature Structural & Molecular Biology）是《自然》雜誌的结构生物学与分子生物学分册，也是该领域经由同行评审的权威科学期刊。该杂志由自然出版集团按每月一期出版，2014年度的影响因子为13.309。